# Substitut del sucre

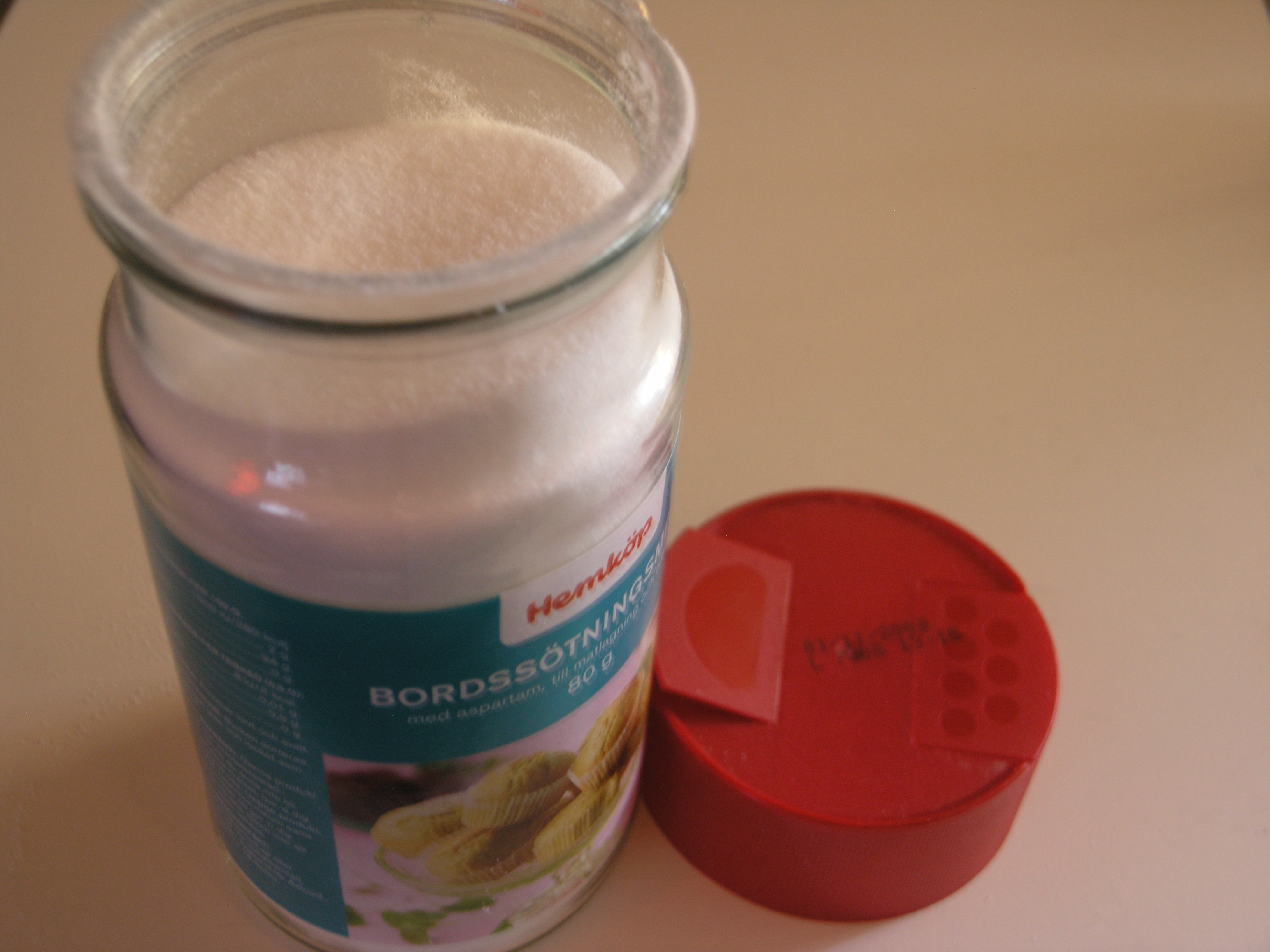
Substitut del sucre: "aspartam en pols"

Un substitut del sucre de taula es refereix a una pastilla o un concentrat líquid, amb un gust dolç que no conté sucre (o sacàrids), destinat a substituir el sucre de taula. El terme edulcorant artificial es remunta a principis de segle xx, quan es van començar produir edulcorants de taula. Els edulcorants artificials són productes de taula, utilitzats com a substitut alimentari del sucre en una dieta baixa en calories per ajudar a reduir la ingesta d'energia. Està destinat a endolcir begudes fredes o calentes com xocolata, cafè, te o infusions.
El compost actiu dolç dels substituts del sucre és un edulcorant amb un poder edulcorant intens com la sacarina, l'aspartam (un dipèptid) o el rebaudiòsid A (un heteròsid, extret de l'estèvia). Com que aquests compostos tenen un poder edulcorant de 100 a 600 vegades més gran que el del sucre (sacarosa), la seva concentració és baixa en els aliments, la seva aportació energètica es considera, per tant, insignificant. Des de l'any 2010, el rebaudiòside A, un principi dolç natural de la fulla de l'estèvia, s'ha consolidat al món dels substituts del sucre.

## Ús
Als Estats Units, han estat aprovats per al seu ús sis substituts del sucre intensament dolços. Aquests són la sacarina, l'aspartam, la sucralosa, el neotame, l'acesulfam K (acesulfam de potassi) i l'advantam. Hi ha algunes controvèrsies actuals, sobre si els edulcorants artificials constitueixen un risc per a la salut. Aquesta controvèrsia és impulsada per reportis anecdòtics i de vegades per estudis pobrament controlats que han guanyat publicitat via Internet i premsa popular. Estudis científicament controlats de revisions per parells han fallat de manera consistent per produir evidència sobre els efectes adversos causats pel consum d'aquests productes.
La majoria dels substituts del sucre aprovats per a l'ús en aliments són compostos sintetitzats artificialment. No obstant això, alguns substituts naturals del sucre són coneguts, incloent el sorbitol i el xilitol, els quals són trobats en les baies, fruites, vegetals i fongs. No és viable comercialment l'extracció d'aquests productes de fruites i vegetals, per la qual cosa són produïts per hidrogenació catalítica del sucre reductor apropiat. Per exemple, la xilosa és convertida en xilitol, la lactosa és convertida en lactitol i la glucosa és convertida en sorbitol. Cal aclarir que actualment vuit substituts naturals són coneguts, però encara estan per guanyar l'aprovació oficial per al seu ús en aliments.
Alguns edulcorants no sucres són poliols, també coneguts com a «alcohols de sucre». Aquests són alcohols polihídrics amb diversos grups hidròxils, que en consumir-se aporten 2,4 quilocalories per gram. En general, són menys dolços que la sacarosa, però tenen propietats de volum similars i poden ser usats en un ampli rang de productes alimentaris. Com amb tots els productes alimentaris, el desenvolupament duna formulació per reemplaçar la sacarosa, és un complex procés de patentat.

## Raons per al seu ús
Hi ha cinc raons principals per les quals els individus usen un substitut del sucre:
- Per ajudar en la pèrdua de pes: algunes persones escullen limitar la ingesta d'energia reemplaçant edulcorants d'alt valor calòric per altres que aportin baix valor calòric, o combinant diferents edulcorants. Això permet consumir els mateixos aliments que normalment consumien, mentre es perd pes i eviten altres problemes associats amb el consum excessiu de calories. Tot i això, un estudi del centre de ciències de la salut a la Universitat de Texas a San Antonio va mostrar que, més que promoure la pèrdua de pes, les begudes dietètiques van ser un marcador per a l'increment en el guany de pes i l'obesitat. Estudis epidemiològics més recents indiquen que no hi ha dades convincents que associïn el consum d'edulcorants no nutritius amb l'augment de pes corporal (Fernstrom 2015), així com la seva disminució.
- Cura dental: els substituts del sucre no són perjudicials per a les dents, ja que no són fermentats per la microflora de la placa dental.
- Diabetis mellitus: les persones amb diabetis tenen dificultat per regular els seus nivells de sucre en sang. Limitant el consum de sucre amb edulcorants artificials, poden gaudir d'una dieta variada mentre controlen el consum de sucre. No obstant això, degut a la gran varietat d'edulcorants existents, i als noms que aquests posseeixen, se solen prestar a confusió els continguts reals de sucres als productes consumits per les persones que pateixen algun grau de diabetis, augmentant els seus nivells de sucre en sang .
- Hipoglicèmia reactiva: Aquesta malaltia produeix un excés d'insulina, que és la resposta a l'absorció ràpida de glucosa en corrent sanguini. Això causa que els seus nivells de glucosa en sang, caiguin per sota de la quantitat necessitada per a la funció adequada de l'organisme i el cervell. Com a resultat, igual que els diabètics, aquests pacients han d'evitar el consum d'aliments que augmentin la glicèmia com ara el pa blanc i sovint escullen edulcorants artificials com una alternativa.
- Evitar aliments processats: alguns individus poden optar per substituir edulcorants altament refinats per altres menys refinats, com suc de fruites o xarop d'auró.

## Controvèrsies en salut sobre els substituts del sucre
Hi ha una controvèrsia sobre els suposats riscos sobre la salut dels edulcorants artificials tals com la sacarina i l'aspartam. D'una banda, se n'han plantejat els possibles efectes en aspectes com la intolerància a la glucosa, l'activació dels receptors de sabor dolç i les alteracions en la composició de la microbiota intestinal. En el cas dels edulcorants basats en derivats d'aminoàcids, com l'aspartam, els experts consideren que no exerceixen canvis a la microbiota intestinal. De la resta, únicament la sacarina i la sucralosa podrien tenir capacitat de canviar la microbiota, però calen més estudis en humans per confirmar aquests canvis. D'altra banda, s'han plantejat també els efectes dels edulcorants no calòrics a la gana, a la ingesta a curt termini i al risc de diabetis i càncer, però els diferents estudis no han trobat evidències que donen suport a aquestes hipòtesis.
Alguns estudis han mostrat que certs edulcorants causen tumors cerebrals així com càncer limfàtic en animals de laboratori i suggereixen que la sacarina causa càncer de bufeta en aquests animals, però això és poc probable que afecti els humans, ja que el mecanisme que es creu causa que la sacarina sigui cancerígena als ratolins no existeix en humans. La FDA (US Food and Drug Administration) va determinar el 1981 que l'aspartam és segur per ser usat en aliments, però només després d'haver estat negat durant molts anys. També s'ha reglamentat que tots els productes que contenen aspartam han d'incloure una advertència als fenilcetonúrics, que l'edulcorant conté fenilalanina (com també molts aliments).

### Controvèrsia sobre el ciclamat
Als Estats Units, la FDA va prohibir la venda de ciclamat el 1970 després que una prova de laboratori en rates que feia servir una barreja 1:10 de ciclamat i sacarina va indicar que la submissió a elevadíssimes dosis de ciclamat va causar càncer de bufeta, una malaltia a la qual les rates són particularment susceptibles. Les troballes d'aquest estudi han estat deficients i algunes companyies han demanat una reactivació per al ciclamat. Els ciclamats estan en ús com a edulcorants a moltes parts del món i són usats amb l'aprovació oficial a més de 130 països.

### Controvèrsia sobre la sacarina
La sacarina va ser el primer edulcorant artificial i va ser sintetitzat originalment el 1879, per Remsen i Fahlberg. El seu sabor dolç va ser descobert per accident. Va ser creat en un experiment amb derivats del toluè. Un procés per a la creació de sacarina a partir d'anhídrid ftàl·lic va ser desenvolupat el 1950 i actualment la sacarina és produïda a través d'ambdós processos. És 3 a 5 vegades més dolç que el sucre (sacarosa) i és freqüentment usada per millorar el sabor de les pastes dentals, aliments dietètics i begudes dietètiques. El sabor amarg que deixa la sacarina és freqüentment minimitzat barrejant-la amb altres edulcorants.
El temor sobre la sacarina es va incrementar quan el 1960, un estudi va mostrar que alts nivells de sacarina podrien causar càncer de bufeta en rates de laboratori. El 1977, Canadà va prohibir la sacarina a causa de la investigació en animals. Aquesta prohibició es va descartar el 2014 quan es va determinar que els efectes cancerígens que afectaven les rates no era aplicables a éssers humans. Als Estats Units, la FDA va considerar prohibir la sacarina el 1977, però el Congrés va intervenir i va col·locar una moratòria sobre aquesta prohibició. La moratòria requereix una etiqueta d'advertiment ia més va ordenar estudis addicionals sobre la seguretat de la sacarina. Va ser descobert que la sacarina causa càncer en rates mascles per un mecanisme que no es troba en humans. Altes dosis de sacarina causa que es formi un precipitat a l'orina de les rates. Aquest precipitat fa malbé les cèl·lules que recobreixen la bufeta ("citotoxicitat urotelial de la bufeta urinària") i es forma un tumor quan les cèl·lules es regeneren ("hiperplàsia generativa"). D'acord a l'Agència Internacional de Recerca en Càncer, part de l'Organització Mundial de la Salut, “la sacarina i les seves sals van ser degradades del grup 2B, possible carcinogènic per als humans, al grup 3, no classificable com a carcinogènic per als humans a malgrat que hi ha prou evidència que és carcinogènic en animals, perquè és carcinogènic per un mecanisme que no involucra l'ADN, que no és rellevant per als humans a causa de diferències crítiques entre espècies a la composició de l'orina”.
El 2001, els Estats Units van revocar el requeriment de l'etiqueta d'advertència, mentre que l'amenaça d'una prohibició de la FDA va ser aixecada el 1991. La majoria dels altres països també van permetre la sacarina, però li van exigir els nivells d'ús, mentre que altres països l'han prohibida.

### Controvèrsia sobre l'aspartam
L'aspartam va ser descobert el 1965 per James M. Schlatter. Ell estava treballant sobre una droga contra les úlceres i va vessar per accident, una mica d'aspartam sobre la mà. Quan es va llepar el dit, es va adonar que tenia un sabor dolç. És una pols blanca, cristal·lina sense olor, que es deriva de dos aminoàcids l'àcid aspàrtic i la fenilalanina. És aproximadament de 150 a 200 vegades més dolç que el sucre i pot ser usat com a edulcorant de taula o en postres congelades, gelatines, begudes i en goma de mastegar. El seu nom químic és L-alfa-aspartil-L-fenilalanina metil èster i la seva fórmula química és C 14 H 18 N ₂ O ₅. Encara que no té el sabor amarg que deixa la sacarina, el seu inconvenient és que podria no saber exactament igual que el sucre perquè reacciona amb altres sabors del menjar. Quan és consumit, l'aspartam és metabolitzat en els seus aminoàcids originals i té un baix contingut energètic.
Proves inicials de seguretat van suggerir que l'aspartam va causar tumor cerebral en rates, com a resultat l'aspartam va ser retirat als Estats Units per diversos anys. El 1980, la FDA, va convocar un Consell Públic de Recerca, que va consistir en assessors independents encarregats d'examinar i comprendre la relació entre l'aspartam i el càncer al cervell. Les seves conclusions no van ser clares sobre si l'aspartam causa mal cerebral i van recomanar la no aprovació de l'aspartam en aquell moment.
El 1981, el comissionat per a la FDA, Arthur Hull Hayes, recentment designat pel president Ronald Reagan, va aprovar l'aspartam com a additiu dels menjars, però va ser associat estretament amb la indústria d'edulcorants artificials, tenint diversos amics íntims, el més notable Donald Rumsfeld, exsecretari de defensa dels Estats Units, i aleshores el CEO de la companyia Searle. Hayes, va citar dades a partir d'un sol estudi japonès que no havia estat avalat pels membres de la PBOI, com la raó per a aquesta aprovació.
Des que la FDA va aprovar l'aspartam per al consum, alguns investigadors han suggerit que un increment en la taxa de tumors de cervell als Estats Units pot estar almenys, parcialment relacionat amb l'increment en la disponibilitat i consum de l'aspartam. Alguns investigadors, sovint recolzats per companyies que produeixen edulcorants artificials, han trobat algun nexe entre l'aspartam i el càncer, o altres problemes de salut.
No obstant això, investigacions recents han mostrat un nexe clar entre aquesta substància i el càncer en rosegadors, un nexe que podria ser evidència suficient perquè la FDA retiri l'aspartam del mercat Públic, a classificar l'aspartam com una substància que ha de ser evitada al seu Directori de Cuina Química.

### Controvèrsia sobre la sucralosa
La sucralosa, conegut popularment pel nom de la marca «Splenda», és un sucre clorat, que és aproximadament 600 vegades més dolç que el sucre. És produït a partir de la sacarosa, quan tres àtoms de clor substitueixen tres grups hidroxils. És usat en begudes, postres congelades, goma de mastegar, productes fornejats i altres aliments. A diferència d'altres edulcorants, la sucralosa és estable quan s'escalfa i pot per tant ser usada en aliments enfornats i fregits. La sucralosa és mínimament absorbida pel cos i la majoria és excretada per l'organisme sense canvi. La FDA va aprovar la sucralosa el 1998. La sucralosa pertany a la classe química anomenada organclorats, alguns dels quals són altament tòxics o carcinogènics, no obstant això, la presència de clor en un compost orgànic de cap manera garanteix toxicitat. La via a través de la qual la sucralosa és metabolitzada pot suggerir un risc reduït de toxicitat. Per exemple, la sucralosa és extremadament insoluble en greixos i, per tant, no s'hi acumula a diferència d'altres organclorats, la sucralosa tampoc no es degrada ni perd els clors.
La majoria de la controvèrsia al voltant de Splenda®, un edulcorant de la sucralosa, està enfocada no a la seva seguretat sinó a la seva publicitat. Aquesta ha estat anunciada amb l'eslògan: «Splenda és feta a partir del sucre, per tant sap com el sucre».
La sucralosa és un sucre clorat, és a dir, un compost orgànic clorat ; està basada en la rafinosa, un carbohidrat que conté tres diferents tipus de molècules de sucre, o en la sacarosa. Amb qualsevol d'aquests dos sucres, el processament reemplaça tres grups hidroxils a la molècula per tres àtoms de clor.
El lloc a la xarxa, Truth About Splenda, va ser creat el 2005 per The Sugar Association, una associació que representa els productors de remolatxa sucrera i canya de sucre als Estats Units, amb l'objectiu de proporcionar un punt de vista alternatiu sobre la sucralosa, diferent del de la publicitat dels fabricants. Al desembre de 2004 els fabricants de Splenda, Mersiant and McNeil Nutritionals, van ser demandats independentment per cinc propagandes falses, per afirmacions realitzades sobre Splenda. Els tribunals francesos van ordenar que l'eslògan no fos usat a França, mentre que als Estats Units el cas va arribar a un acord privat durant el judici.

## Exemples de substituts del sucre (sacarosa)
- Stevia
- MonkFruit
- Splenda

Els anteriors són endolcidors que es poden menjar en el dia a dia, ja que contribueixen a un índex glucèmic baix i per tant, no afecten persones amb resistència a la insulina, diabetis, o persones que cuiden la seva ingesta de sucre. Tots tres són de fàcil accés a supermercats i botigues orgàniques, així com també a botigues naturistes. Si bé tots tres tenen moltes diferències entre si, la seva similitud és que aporten molt poques calories, si no és que zero.
El MonkFruit també és conegut com "Fruita del monjo", (la seva traducció), és de color marró i n'hi ha prou amb una culleradeta per poder endolcir qualsevol aliment. La fulla natural de Stevia és verda, ja que aquesta és mòlta i envasada per a la seva venda. Finalment, la splenda és blanca i és la menys natural de les tres, però és millor opció que la sacarosa.

## Tipus
El primer substitut del sucre es va fer amb sacarina, una molècula artificial descoberta l'any 1879. Els tres compostos primaris usats com a substituts del sucre als Estats Units són la sacarina, l'aspartam i la sucralosa. En molts altres països el ciclamato i l'edulcorant herbal stevia, són usats extensament.

### Substituts naturals del sucre
- Brazzein : proteïna, 800× dolçor de la sacarosa (per pes)
- Curculin : proteïna, 550× dolçor (per pes)
- Eritritol: 0.7× dolçor (per pes), 14× dolçor de la sacarosa (per energia de l'aliment), 0.05× densitat energètica de la sucrosa
- Fructosa: 1.7× dolçor (per pes i per energia de l'aliment), 1.0× densitat energètica de la sucrosa
- Glicirricina : 50× dolçor (per pes)
- Glicerol — 0.6× dolçor (per pes), 0.55× dolçor (per energia de l'aliment), 1.075× densitat energètica, E422
- Hidrolitzats de midó hidrogenat : 0.4×–0.9× dolçor (per pes), 0.5×–1.2× dolçor (per energia de l'aliment), 0.75× densitat energètica
- Lactitol: 0.4× dolçor (per pes), 0.8× dolçor (per energia de l'aliment), 0.5× densitat energètica, E966
- L'Han Guo : 300× dolçor (per pes)
- Mabinlin : proteïna, 100× dolçor (per pes)
- Maltitol: 0.9× dolçor (per pes), 1.7× dolçor (per energia de l'aliment), 0.525× densitat energètica, E965
- Maltooligosacarits
- Manitol: 0.5× dolçor (per pes), 1.2× dolçor (per energia de l'aliment), 0.4× densitat energètica, E421
- Miraculin : proteïna, n× dolçor (per pes)
- Monellin : proteïna, 3000× dolçor (per pes)
- Pentadin : proteïna, 500× dolçor (per pes)
- Sorbitol: 0.6× dolçor (per pes), 0.9× dolçor (per energia de l'aliment), 0.65× densitat energètica, E420
- Stevia: 250× dolçor (per pes)
- Tagatose : 0.92× dolçor (per pes), 2.4× dolçor (per energia de l'aliment), 0.38× densitat energètica
- Taumatin : proteïna, 2000× dolçor (per pes), E957
- Xilitol: 1.0× dolçor (per pes), 1.7× dolçor (per energia de l'aliment), 0.6× densitat energètica, E967

### Substituts artificials del sucre
Noti's que pel fet que aquests tenen poca o cap energia, la comparació de la dolçor basada en el contingut d'energia no és significatiu.
- Acesulfam K: 200× dolçor (per pes), Nutrinova, E950, aprovat per la FDA el 1988
- Advantame, Es comercialitza com 20,000 vegades més dolça que el sucre,[22] Ajinomoto Co, E969, aprovat per la FDA el 2014
- Alitame : 2000× dolçor (per pes), Pfizer, pendent l'aprovació per la FDA.
- Aspartam: 160–200× dolçor (per pes), NutraSweet, E951, aprovat per la FDA el 1981
- Ciclamat: 30× dolçor (per pes), Abbott, E952, prohibit per la FDA el 1969, pendent la reaprovació
- Dulci : 250× dolçor (per pes), prohibit per la FDA el 1951
- Glucin : 300× dolçor (per pes)
- Isomalt: 0.45×–0.65× dolçor (per pes), 0.9×–1.3× dolçor (per energia de l'aliment), 0.5× densitat energètica, E953
- Neohesperidina dihidrocalcona Neohesperidina DC : 1500× dolçor (per pes), E959
- Neotame : 8000× dolçor (per pes), NutraSweet, aprovat per la FDA el 2002
- P-4000 : 4000× dolçor (per pes), prohibit per la FDAi el 1950
- Sacarina: 300× dolçor (per pes), E954, aprovat per la FDA el 1958
- Sal d'aspartam-acesulfame : 350× dolçor (per pes), Twinsweet, E962
- Sucralosa: 600× dolçor (per pes), E955, aprovat per la FDA el 1998
- Inulina: 1,5 kcal/g.9